# Kosmos 1428
Kosmos 1428, sovjetski vojni navigacijski i komunikacijski satelit iz programa Kosmos. Vrste je Parus.
Lansiran je 12. siječnja 1983. godine u 14:02 s kozmodroma Pljesecka, s mjesta 132/2. Lansiran je u nisku orbitu oko planeta Zemlje raketom nosačem Kosmos-3M 11K65M. Orbita mu je 954 km u perigeju i 1004 km u apogeju. Orbitne inklinacije je 82,92°. Spacetrackov kataloški broj je 13757. COSPARova oznaka je 1983-001-A. Zemlju obilazi u 104,67 minuta. Pri lansiranju bio je mase 810 kg. 
Iz misije je ostao još jedan dio koji je ostao kružiti u niskoj orbiti.

## Vanjske poveznice
- N2YO.com Search Satellite Database (engl.)
- Celes Trak SATCAT Format Documentation (engl.)
- Kunstman  Arhivirana inačica izvorne stranice od 12. kolovoza 2019. (Wayback Machine) Satellites in Orbit (engl.)